# Zagwés
 (décembre 2012).
Si vous disposez d'ouvrages ou d'articles de référence ou si vous connaissez des sites web de qualité traitant du thème abordé ici, merci de compléter l'article en donnant les références utiles à sa vérifiabilité et en les liant à la section « Notes et références ».
v. 1140 – 1270
Entités précédentes :
- Royaume d'Aksoum

Entités suivantes :
- Dynastie salomonide

Les Zagwés sont une dynastie royale ayant régné en Éthiopie de 1140 à 1270 et ayant christianisé la population. Sous son règne, Aksoum cesse d'être la capitale de l'empire et s'efface au profit de la région montagneuse du Lasta.

## Histoire

### Origines
En 925, une juive nommée Sague ou Zague qui prit le nom d'Esther, aidée par ses corréligionnaires, s'empare du trône par un coup de main et établit une « monarchie judaïsante », qui se maintient jusqu'en 1255[réf. nécessaire]. Le moine Takla Haymanot, à cette époque, persuade le descendant d'Esther d'abdiquer en faveur du roi légitime Yekouno Amlak qui règne sur le Choa. Une autre tradition, confirmée par les historiens, fait monter sur le trône d’Éthiopie la dynastie des Zagwé au milieu du XIIe siècle (1140). 
Ces différentes versions reprennent des éléments de l'historiographie traditionnelle salomonide et l'origine de la dynastie Zagwé semble se situer à la fin du Xe siècle ou au début du XIe siècle, ce qui coïncide avec la crise provoquée par la reine Gudit. Le manque de sources ne permet pas d'identifier efficacement les éléments issus de la reconstruction historiographique ultérieure. 

### Fondation de la dynastie
Entre 1147 et 1150, on sait qu’un souverain d’Éthiopie Mara Tekle Haymanot demande au patriarche du Caire Jean la déposition du métropolite Habib (Michel d’Itfiyah) qu’il dit être trop vieux pour sa charge, mais qui en réalité refuse de reconnaître l’empereur en question parce qu’il est un usurpateur. La nouvelle dynastie, qui fonde ses droits au trône sur un légendaire mariage de Mara Tekle Haymanot avec Masoba Warq la fille d’un des derniers rois d’Aksoum, Del Na'od ou Armah, reste cependant au pouvoir, et l’Église la reconnaît. Elle appartient à la vieille population Agew (ou Agao ou Agaw ce qui a donné zä-Agäw : des Agaw), et est originaire du Bougéna.
Selon François-Xavier Fauvelle et Bertrand Poissonnier, le premier souverain de la dynastie est probablement Tatadim, fils de Mara Tekle Haymanot. L'historiographie traditionnelle prétend que Tatadim et la dynastie Zagwé constituent une rupture dans l'organisation politique post-aksoumite, cependant il semblerait en réalité qu'il s'agisse d'une continuité des traditions des souverains antérieurs. Sous la dynastie Zagwé, les territoires s'étendent vers le sud.
Au cour du XIIIe siècle, le royaume chrétien de la dynastie Zagwé parvient à l'aboutissement d'un mouvement de christianisation culturel et territorial. Le roi Gebre Mesqel Lalibela mène le royaume à son apogée. Pour y parvenir, il entretient des relations étroites avec le patriarcat d'Alexandrie.

L'idéologie royale éthiopienne s'enracine dans le caractère sacré de Lalibela qui confirme plusieurs pratiques telles que l'onction du souverain lors de sa consécration, la descendance affichée de l'union du roi Salomon et de la reine de Saba, et détenteur de l'Arche d'alliance. À partir de Lalibela, chaque nouveau roi d'Éthiopie sera perçu comme l'héritier d'Israël et élu de Dieu. 

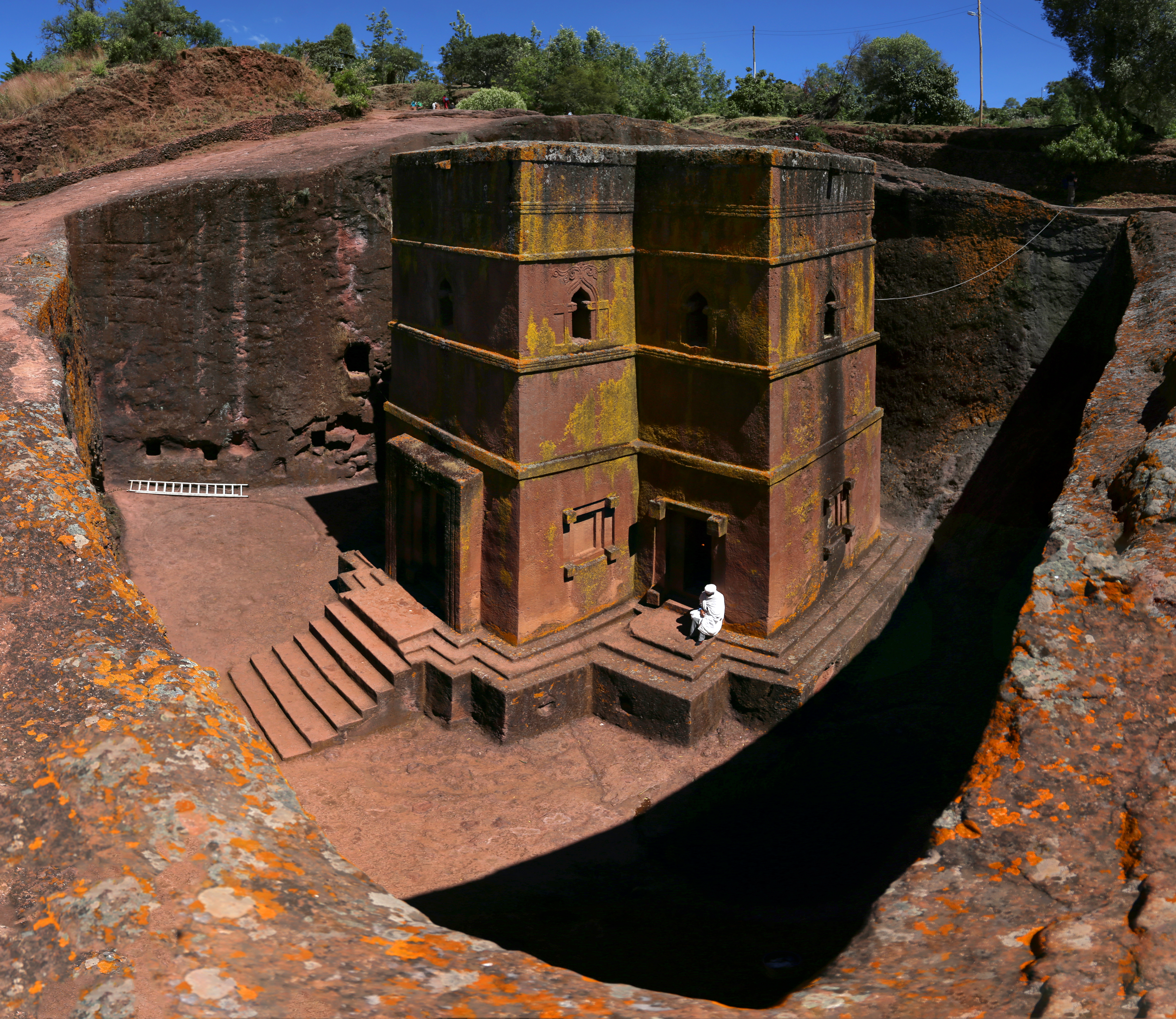
Bete Giyorgis (Saint George), Lalibela.

Sous l'impulsion du roi Lalibela, le centre du royaume se transporte au cœur des montagnes du Lasta. Il y fonde une «nouvelle Jérusalem», en faisant bâtir des églises monolithiques, creusées dans le roc.
La liste des rois Zagwé varie selon les auteurs. L'hypothèse la plus probable est qu'il y eut cinq rois entre 1117 et 1268. Trois noms se détachent : Yemrehanna Krestos, connu pour avoir fondé une église sur le flanc de la montagne Abouna Yosef, Lalibela (v. 1190-1225) et Na'akueto La'ab.

## Fin de règne
Les circonstances qui provoque la transition vers la Dynastie salomonide sont indéterminés. Cela se produit en 1270 par l'action de Yekouno Amlak, issu de l'Amhara, qui s'empare du pouvoir. Cependant, cette nouvelle dynastie s'efforce de dupliquer l'ensemble des doctrines, de l'idéologie royale ainsi que de l'organisation politique et territoriale mise en place par les Zagwés.

## Souverains
- Famille des Zagwé : originaire du Bouguena et du groupe Agew comme toute la population de la province.
- Mara Tekle Haymanot
- Tatadim
- Guérma-Séyoum
- Gran-Séyoum
- Imrbanna-Chritos
- Keddous-Harbé
- Harbay ou Hesbey
- Lalibela
- Na'akueto La'ab
- Yetbarek, selon une tradition du pays, dernier de la dynastie.
- Zéna-Pétras, prétendant décapité, dont le crâne aurait servi de mesure à grains.